# رينالدو لينيس
رينالدو لينيس (بالإسبانية: Reinaldo Lenis Montes)‏ (20 يوليو 1992 بكالي في كولومبيا - ) هو لاعب كرة قدم كولومبي في مركز الوسط لعب سابقاً في نادي العدالة السعودي. لعب مع أرجنتينوس جونيورز ونادي سبورت ريسيفه.

## روابط خارجية
- رينالدو لينيس على موقع قاعدة بيانات كرة القدم.إي يو (الإنجليزية)
- رينالدو لينيس على موقع Soccerway.com (الإنجليزية)